# Pat Clinton
Pat Clinton est un boxeur britannique né le 4 avril 1964 à Croy en Écosse.

## Carrière sportive
Passé professionnel en 1985, il devient champion britannique puis champion d'Europe EBU des poids mouches en 1989 et 1990 puis champion du monde WBO de la catégorie le 18 mars 1992 après sa victoire aux points contre Isidro Pérez. Clinton conserve sa ceinture face à Danny Porter puis la perd contre Jacob Matlala le 15 mai 1993. Il met un terme à sa carrière l'année suivante sur un bilan de 20 victoires et 3 défaites. 